# Devon & Exeter Football League
De Devon and Exter Football League is een Engelse regionale voetbalcompetitie uit Devon. De competitie werd in 1900 opgericht en bestaat uit elf divisies. De hoogste divisie bevindt zich op het 12de niveau in de Engelse voetbalpiramide. De kampioen promoveert naar de Devon County League als ze zich hiervoor aanmeldt en aan alle benodigde criteria voldoet.